# Zpověď hochštaplera Felixe Krulla
Zpověď hochštaplera Felixe Krulla (1954, Bekenntnisse des Hochstaplers Felix Krull) je nedokončený psychologický román německého spisovatele Thomase Manna, nositele Nobelovy ceny za literaturu za rok 1929.

## Děj a charakteristika
Jde o velký psychologický román, který je ukázkou Mannova stylistického mistrovství. Zároveň je to román pikareskní, neboť vypravuje příběh ze života tuláků a taškářů. Jeho hrdina je virtuózní hochštapler, skutečný umělec v oklamávání lidí. Své výjimečné inteligence a nadání používá k tomu, aby si na společnosti „velkého světa“ vydobyl obdiv a aby ji rafinovaně zneužil ve svůj prospěch. Autor bravurně vykresluje Krullovu postavu, jeho složitý, měnivý a nevypočitatelný charakter i jeho dobrodružný život s jeho četnými milostnými příhodami a rozsáhlými společenskými styky. Podvod však pro Krulla není ani na chvíli pouze prostředkem, jak dosáhnout lehkého a bezpracného zisku. Krull jako člověk s přebujelou fantazií je totiž sám sebou jen tehdy, je-li současně i někým jiným. Chová se proto jako herec, jehož jevištěm je skutečný život, a jako každý umělec formuje život k obrazu svému, což ovšem zároveň znamená dopouštět se podvodu a dostat se do rozporu se zákonem.
První kapitoly příběhu napsal Thomas Mann již roku 1911 (tento fragment byl vydán tiskem roku 1923). Dokončit toto dílo se pak rozhodl až na sklonku svého života, dokázal však dopsat a vydat jen první díl podvodníkových memoárů. V pokračování mu zabránila smrt.

## Filmové adaptace
- Bekenntnisse des Hochstaplers Felix Krull (Zpověď hochštaplera Felixe Krulla), Německo 1957, režie Kurt Hoffmann, v hlavní roli Horst Buchholz,
- Bekenntnisse des Hochstaplers Felix Krull (Zpověď hochštaplera Felixe Krulla), Německo 1982, režie Bernhard Sinkel, televizní film.

## Česká vydání
- Zpověď hochštaplera Felixe Krulla, Mladá fronta, Praha 1958, přeložil Pavel Eisner,
- Novely a povídky, Naše vojsko, Praha 1959, přeložil Pavel Eisner, dva svazky, obsahující třináct autorových próz, mimo jiné i původní fragment románu Zpověď hochštaplera Felixe Krulla z roku 1911.
- Zpověď hochštaplera Felixe Krulla, SNKLHU, Praha 1964, přeložil Pavel Eisner, znovu Odeon 1971.
- Zpověď hochštaplera Felixe Krulla, Odeon, Praha 1979, přeložila Anna Siebenscheinová, znovu 1986.